# Basin Street Blues
"Basin Street Blues" è un brano musicale, spesso eseguito da complessi musicali jazz Dixieland, composto da Spencer Williams. Venne pubblicato, per la prima volta, nel 1926 e divenne famoso per l'esecuzione di Louis Armstrong del 1928. I versi della canzone "Won't you come along with me/To the Mississippi..." vennero aggiunti successivamente da Glenn Miller e Jack Teagarden.
La Basin Street del titolo si riferisce alla strada ai tempi di Storyville, il celebre distretto a luci rosse di New Orleans, sito nel Quartiere francese, fondato intorno al 1870 e divenuto famoso all'inizio del XX secolo.

## Altre registrazioni
Bob Wills ed i suoi Texas Playboys ne registrarono una versione con Tommy Duncan.  Louis Prima la incise nel sul album del 1957, The Wildest! così come Dr. John nel suo album del 1992, Goin' Back to New Orleans. La versione origina di Bob Wills contiene delle piccole modifiche nel testo rispetto a quella di Bob Wills' Anthology. Basin Street invece di essere il luogo dove si incontrano "dark and light folks" (parole pronunciate nella canzone), sarebbe il luogo dove si incontrano "young and old folks" (testo nella edizione su carta).
Connee Boswell la registrò in teatro con Bing Crosby nel 1937.
Venne incisa anche da Ella Fitzgerald la Sy Oliver orchestra su disco Decca nell'album "Lullabies of Birdland".
Jo Stafford ne registrò un duetto con Frankie Laine.
Liza Minnelli la eseguì numerose volte nel 2008-9 nei suoi concerti Liza's at The Palace...!.
"Basin Street Blues" venne usata nella colonna sonora del film The Curious Case of Benjamin Button
Nel 2008, il sassofonista David Sanborn la inserì nel suo album "Here & Gone."
Sam Cooke ne incise una versione nel 1963, utilizzando un testo differente. La eseguì dal vivo nel The Tonight Show e in The Mike Douglas Show.
Nella sua versione eseguita al Monterey Jazz festival del 1963, Jack Teagarden dichiarò che le parole erano sue e del suo amico trombonista Glenn Miller, scritte quando fu loro chiesto di arrangiare il pezzo per la registrazione di Ben Pollack. Peraltro nessun paroliere appare nell'edizione a stampa della canzone.